# Soyatlán del Oro
Soyatlán del Oro är en ort i Mexiko.   Den ligger i kommunen Atengo och delstaten Jalisco, i den centrala delen av landet, 500 km väster om huvudstaden Mexico City. Soyatlán del Oro ligger 1 599 meter över havet och antalet invånare är 2 181.
Terrängen runt Soyatlán del Oro är kuperad åt nordväst, men åt sydost är den platt. Runt Soyatlán del Oro är det glesbefolkat, med 19 invånare per kvadratkilometer. Närmaste större samhälle är Tenamaxtlán, 15,3 km sydost om Soyatlán del Oro. I omgivningarna runt Soyatlán del Oro växer huvudsakligen savannskog.